# 99 Dike
Dike /ˈdaɪkiː/ (định danh hành tinh vi hình: 99 Dike) là một tiểu hành tinh hoàn toàn lớn và tối ở vành đai chính. Nó được Alphonse Borrelly phát hiện ngày 28 tháng 5 năm 1868 và được đặt theo tên Dike, nữ thần công chính trong thần thoại Hy Lạp. Đây là tiểu hành tinh phát hiện đầu tiên của Alphonse Borrelly.